# Sestrica Vela (Rivanj)
Velika Sestrica je nenaseljeni otočić u hrvatskom dijelu Jadranskog mora.
Njegova površina iznosi 0,18752 km².. Dužina obalne crte iznosi 1,854 km. Iz mora se uzdiže 16 metra.